# Mony Mony
Mony Mony è un singolo di Tommy James and the Shondells del 1968.
Scritta da Tommy James, Bo Gentry, Ritchie Cordell e Bobby Bloom, la canzone ha raggiunto la prima posizione nella UK Singles Chart e la terza negli Stati Uniti.
Tra le cover di maggiore successo, ci sono quella di Billy Idol nel 1981 e degli Status Quo nel 2000.

## Tracce
1. Mony Mony - 2:45
2. One Two Three and I Fell - 2:32

## Versione degli Status Quo
Una cover della canzone è stata incisa dagli Status Quo e pubblicata come singolo nel maggio del 2000.